# Ela Briedytė
Ela Briedytė, coniugata Bajorūnienė (Biržai, 9 gennaio 1979), è un'ex cestista e allenatrice di pallacanestro lituana.
Alta 176 cm per 60 kg, giocava come guardia.

## Carriera
Con la Lituania ha disputato i Campionati mondiali del 2006 e due edizioni dei Campionati europei (2005, 2007).